# (6543) Senna
(6543) Senna ist ein Asteroid des inneren Hauptgürtels, der am 11. Oktober 1985 von den US-amerikanischen Astronomen Carolyn Shoemaker und Eugene Shoemaker am Palomar-Observatorium (IAU-Code 675) in Kalifornien entdeckt wurde.
Der Asteroid wurde nach dem brasilianischen Automobilrennfahrer Ayrton Senna (1960–1994) benannt, der zwischen 1988 und 1991 dreimal Formel-1-Weltmeister wurde und beim Großen Preis von San Marino 1994 auf dem Kurs von Imola tödlich verunglückte.